# (3342) Fivesparks
(3342) Fivesparks es un asteroide perteneciente al cinturón de asteroides, descubierto el 27 de enero de 1982 por el equipo del Observatorio Oak Ridge desde la Estación George R. Agassiz, Estados Unidos.

## Designación y nombre
Designado provisionalmente como 1982 BD3. Fue nombrado Fivesparks en honor del matrimonio formado por Newton y Margaret Mayall, por su literatura relacionada con la astronomía, el nombre hace referencia a su lugar de residencia.